# Obsza (Biłgoraj)
Pour les articles homonymes, voir Obsza.
Obsza (prononciation : [ˈɔpʂa]) est un village polonais de la gmina d'Obsza dans le powiat de Biłgoraj de la voïvodie de Lublin dans l'est de la Pologne.
Le village est le siège administratif (chef-lieu) de la gmina appelée gmina d'Obsza.
Il se situe à environ 31 kilomètres au sud-est de Biłgoraj (siège du powiat) et 108 kilomètres au sud de Lublin (capitale de la voïvodie).
Le village comptait approximativement une population de 861 habitants en 2008.

## Histoire
De 1975 à 1998, le village est attaché administrativement à la voïvodie de Zamość.

Depuis 1999, il fait partie de la voïvodie de Lublin.

## Galerie

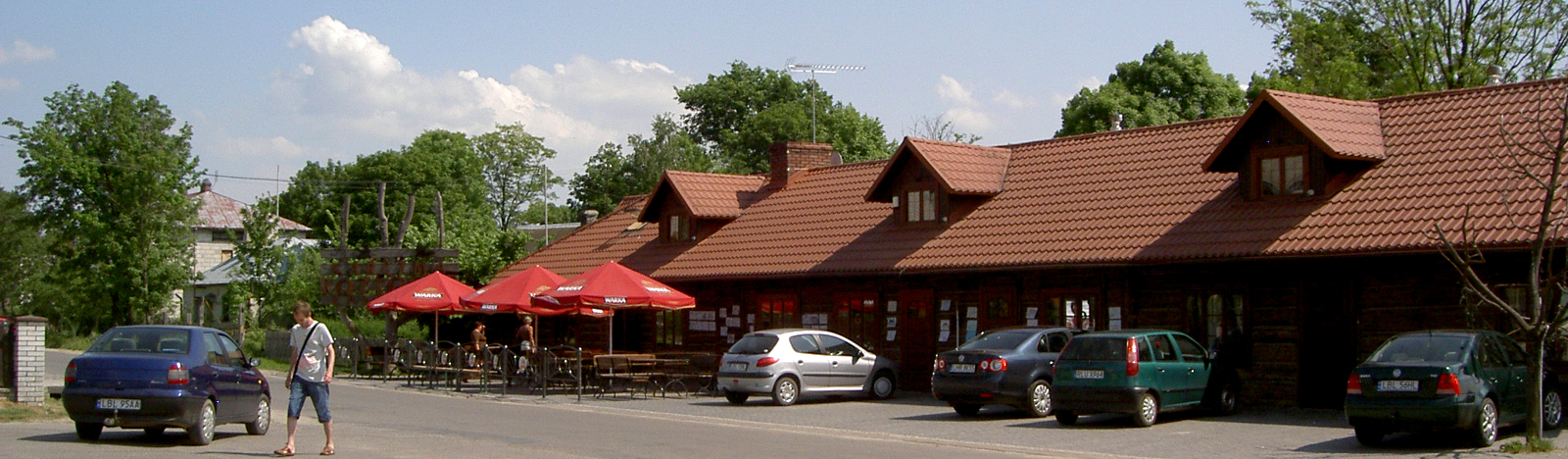
Centre ville
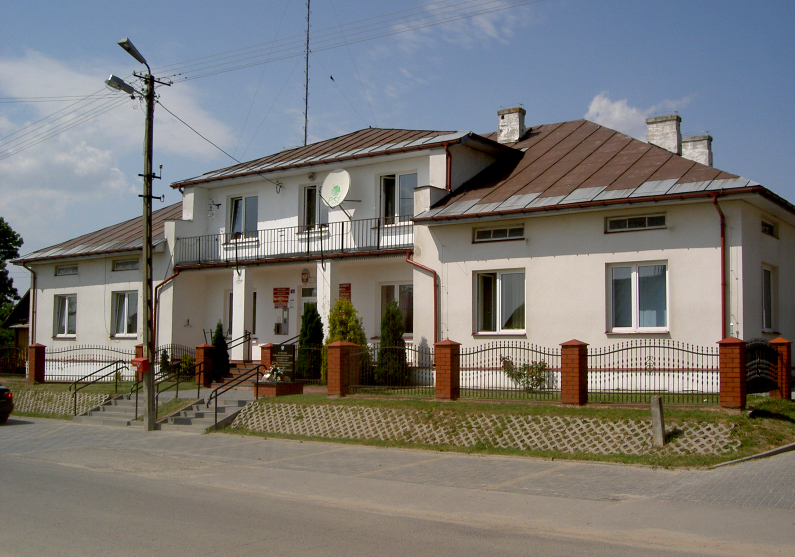
Bureau de la Gmina
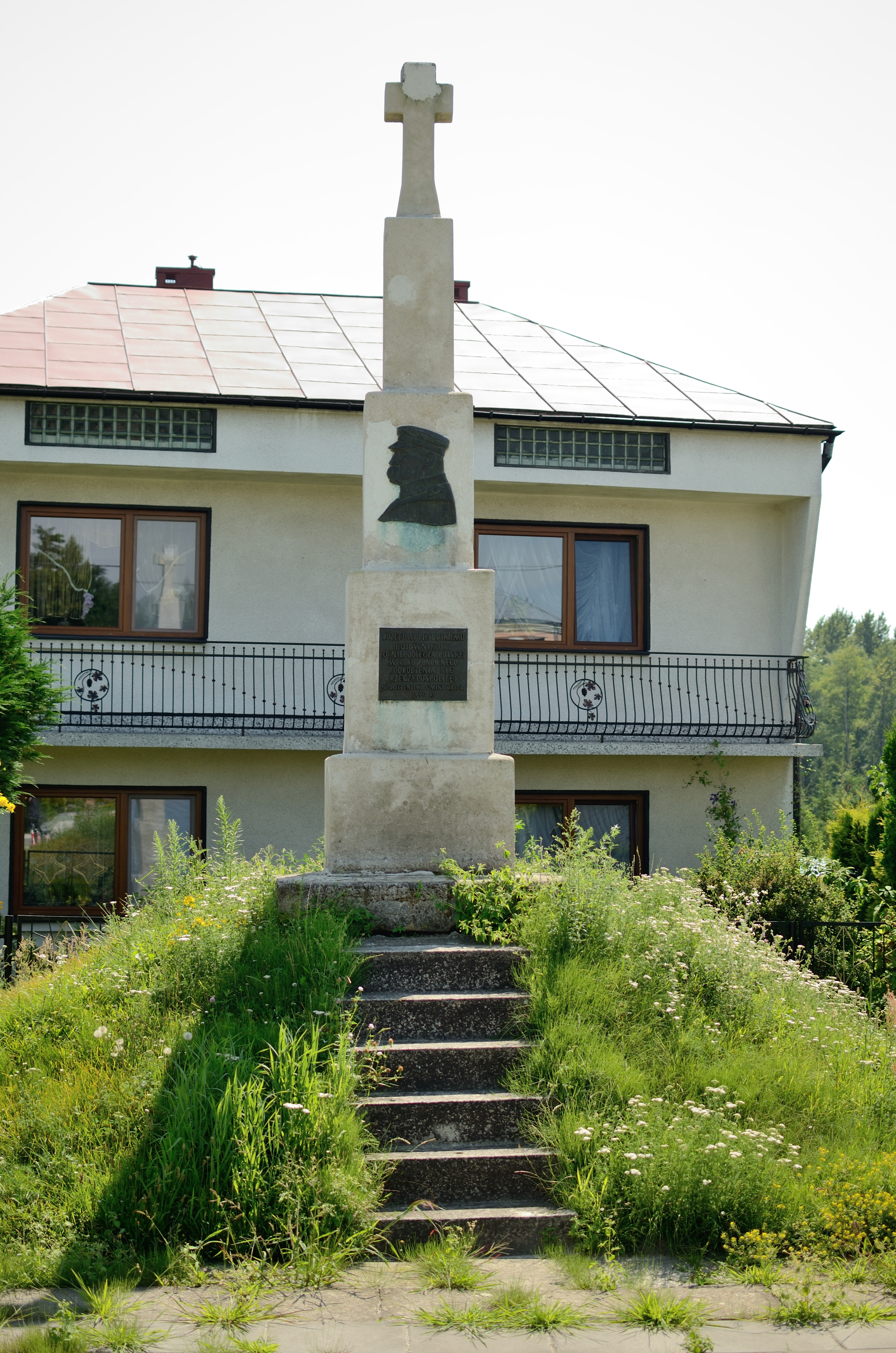
Monument de Jozef Pilsudski